# سم‌شناسی و شیمی زیست‌محیطی
سم‌شناسی و شیمی زیست‌محیطی یک مجله علمی بررسی شده و ماهانه مربوط به سم‌شناسی زیست‌محیطی و شیمی محیط زیست است. این نشریه در سال ۱۹۸۲ تأسیس شد و توسط وایلی-بلک‌ول و با هماهنگی با انجمن سم‌شناسی و شیمی زیست‌محیطی منتشر می‌شود. سردبیر مؤسس آن سی.اچ. وارد (دانشگاه رایس) بود و سردبیر فعلی ج. ای بورتون جونیور (دانشگاه میشیگان) است. براساس گزارش گزارش استنادی مجلات، این نشریه دارای ضریب تأثیر ۳٫۱۷۹ در سال ۲۰۱۷ است و رتبه آن ۶۸ ام از ۲۴۲ نشریه در حوزه «علوم زیست‌محیطی» و ۲۸ ام از ۹۴ نشریه در حوزه «سم‌شناسی» است.